# يان ليستر
يان ليستر (بالإنجليزية: Ian Lister)‏ (5 سبتمبر 1946 بكيركالدي في المملكة المتحدة - 8 فبراير 2013) هو مدرب كرة قدم ولاعب كرة قدم بريطاني في مركز جناح. لعب مع دونفرملين أثلتيك وريث روفرز ونادي أبردين ونادي سانت ميرين وCaledonian F.C. ‏ وبيرويك راينجرز.

## وصلات خارجية
- يان ليستر على موقع قاعدة بيانات كرة القدم.إي يو (الإنجليزية)